# فرانك امنكواه
فرانك أمانكواه (ولد في 29 ديسمبر 1971، في أوبواسي) هو لاعب كرة قدم من غانا.

## روابط خارجية
- فرانك امنكواه على موقع الاتحاد الدولي (مؤرشف)  (الإنجليزية)
- فرانك امنكواه على موقع قاعدة بيانات كرة القدم.إي يو (الإنجليزية)
- فرانك امنكواه على موقع بيانات كرة القدم. دي إي (الألمانية)
- فرانك امنكواه على موقع ناشيونال فوتبول تيمز (الإنجليزية)
- فرانك امنكواه على موقع عالم كرة القدم.نت (الإنجليزية)
- فرانك امنكواه على موقع اللجنة الأولمبية الدولية (الإنجليزية)
- فرانك امنكواه على موقع أوليمبيديا (الإنجليزية)